# Ernst Schneider (Gartenbauer)
Ernst Schneider (* 3. Dezember 1874 in Würzburg; † 11. April 1968) war ein deutscher Gartenarchitekt.

## Leben und Wirken

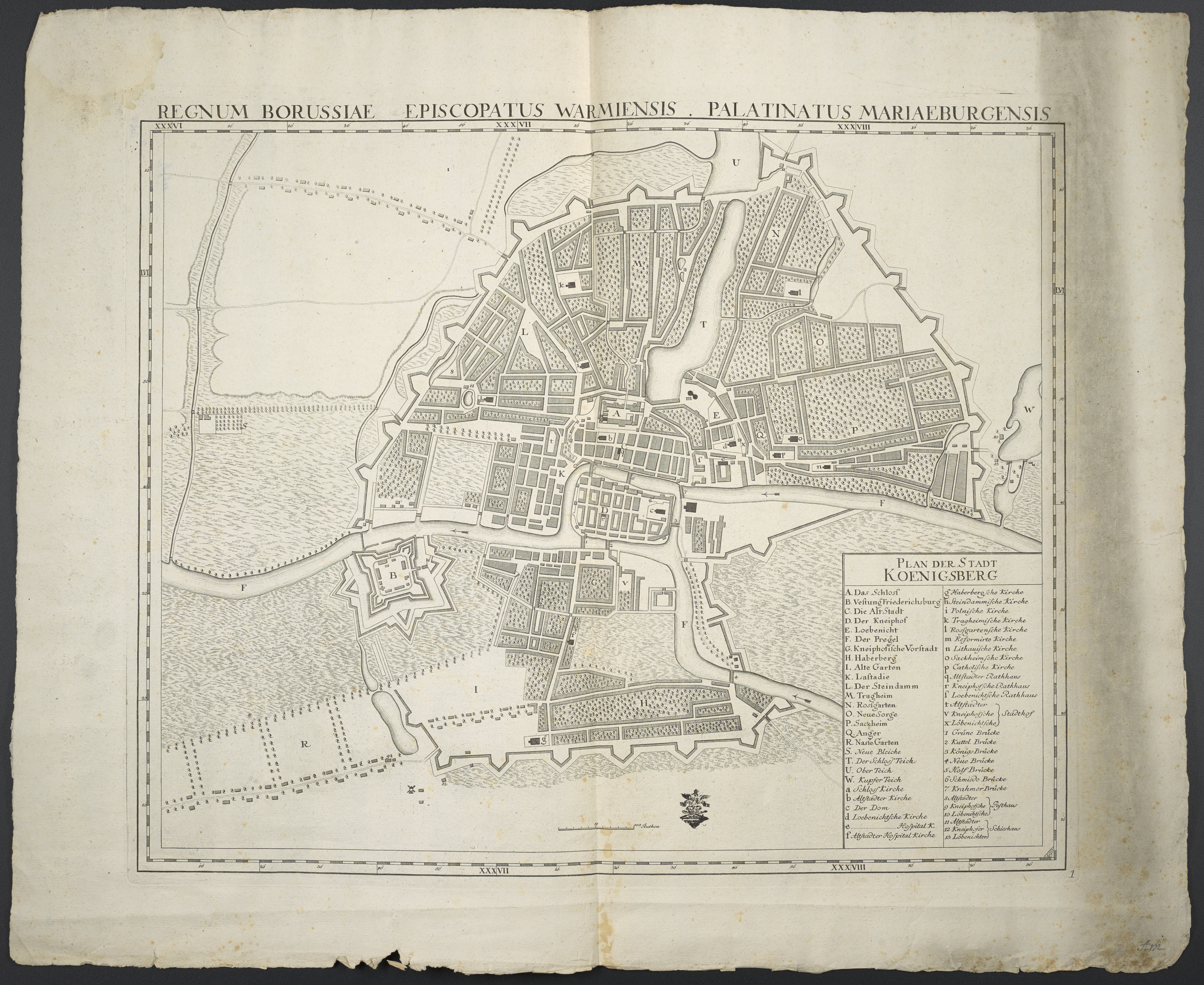
Wallbefestigung Königsbergs (1763)

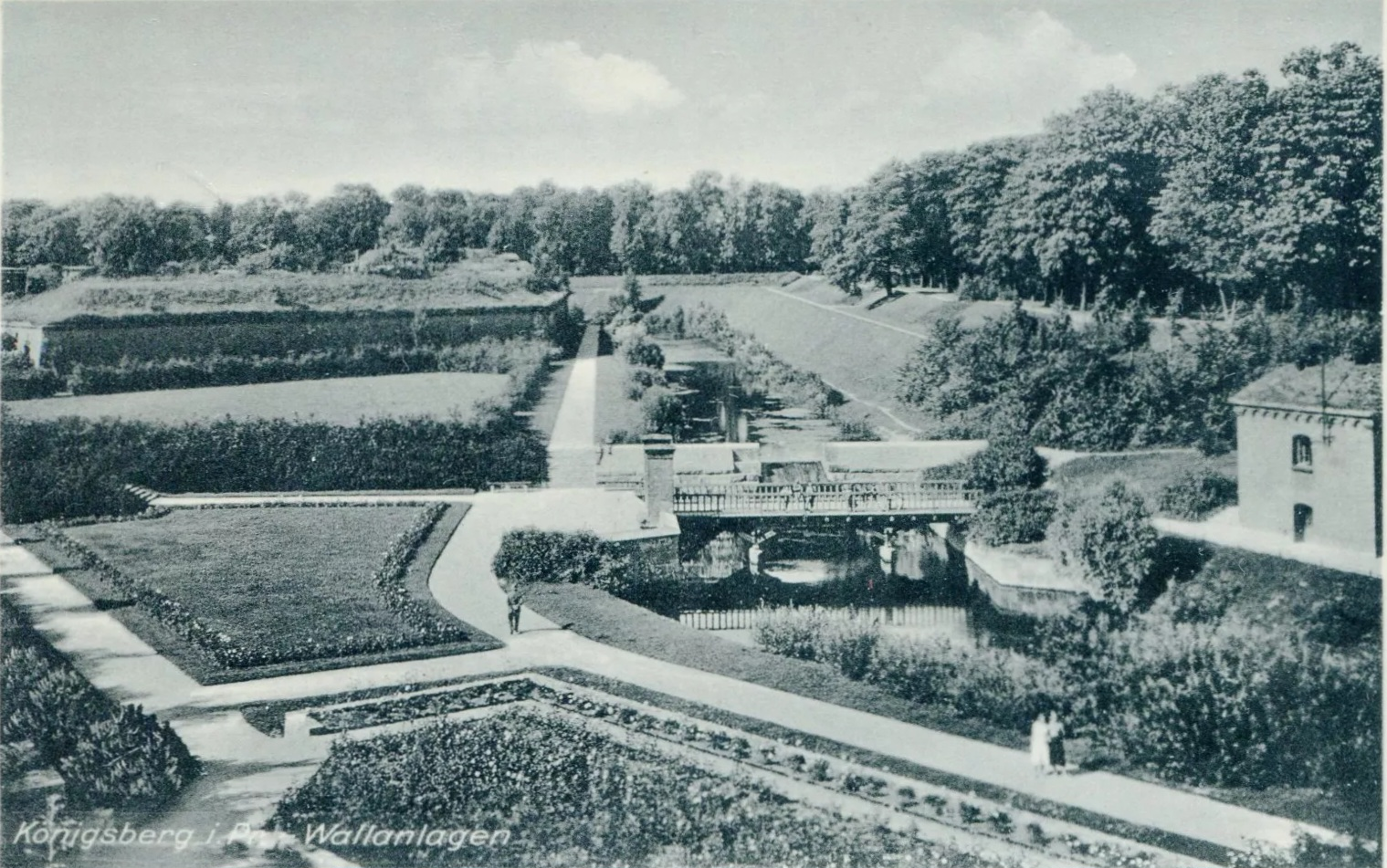
Die umgestalteten Wallanlagen

Ernst Schneider durchlief eine Ausbildung bei dem Gartenarchitekten Ernst Finken (1855–1927) in Köln und erwarb fundierte Kenntnisse im Garten- und Landschaftsbau. Er wirkte an der Gestaltung von Anlagen in seiner Heimatstadt Würzburg mit, gestaltete den Stadtgarten in Neuss am Rhein und war an der Anlage der Friedhöfe in Remscheid und am Stadtpark in Bochum beteiligt.
Ab 1904 bekleidete Ernst Schneider die Position des Städtischer Gartendirektors zunächst in Görlitz und im Anschluss von 1913 bis 1919 in Posen. Während des gesamten Ersten Weltkriegs war er, teils in der Funktion eines Zugführers, an der Front eingesetzt. Bei der landschaftlichen Gestaltung ostpreußischer Soldatenfriedhöfe wirkte er im letzten Kriegsjahr beratend mit.
Im November 1919 wurde Schneider nach Königsberg i. Pr. berufen und trat dort die Nachfolge des im März 1919 verstorbenen Gartendirektors Paul Kaeber (1869–1919) an. Neben zahlreichen weiteren Projekten leitete Schneider im Auftrag von Oberbürgermeister Hans Lohmeyer die Umwandlung der kilometerlangen alten Befestigungsanlagen in Grünanlagen mit einer Gesamtfläche von 602 Hektar. Die Vorplanungen zu diesen Arbeiten waren bereits teilweise von seinem Vorgänger begonnen worden. 6.000 von 18.000 Arbeitslosen, die Reichskommissar August Winnig innerhalb einer Woche von der Straße geholt hatte, fanden dort eine Beschäftigung.
Nach Schneiders Konzept blieben die ehemals militärisch genutzten Anlagen unzerschnitten und unbebaut erhalten und dienten als Grünflächen für die Bevölkerung. Der versumpfte Kupferteich vor dem Sackheimer Tor wurde 1925 zum Schwimmbad umgebaut. Bis 1930 entstand ein Grüngürtel mit vielfältigen Erholungs-, Spiel- und Sportmöglichkeiten, der auch die Wasserflächen der ehemaligen Gräben einbezog, und der Königsberg den Beinamen „Stadt im Grünen“ eintrug. „Man konnte spazierend die alte Innenstadt umrunden, man fühlte sich in einer Parklandschaft mit Teichen und Erderhöhungen, konnte aber mit etwas Kenntnis noch immer die historische Befestigungslinie nachempfinden.“
Schneider setzte sich auch für die vollständige Freilegung des Königsberger Schlossteichs und des Oberteichs ein, deren Ufer in die Spazierwege einbezogen wurden. Der Rundweg um den Schlossteich war schon vor 1914 begonnen worden, aber erst 1937 konnte nach Enteignungsmaßnahmen die fast drei Kilometer lange Schlossteichpromenade fertiggestellt werden.
Ernst Schneider war ab 1937 bei der Verlegung und Neugestaltung des Freilichtmuseums von Königsberg nach Hohenstein (heute Olsztynek) beteiligt. Er plante die Entwürfe für die Landschaftsgestaltung des neuen Museumsgeländes und leitete die umfangreichen Anpflanzungen im Umgriff des heutigen Museums für volkstümliche Baukunst.
Im März 1939 berichtete die Fachzeitschrift Gartenkunst über das 40-jährige Dienstjubiläum von Ernst Schneider im öffentlichen Dienst, das er am 26. Dezember 1938 begangen hatte. Bei Erscheinen der Zeitschrift gehörte er seit 39 Jahren der Deutschen Gesellschaft für Gartenkunst an. Er gehörte damals zu den „ältesten, verdienstvollsten Mitgliedern“ der Gesellschaft und war seit fast 20 Jahren Vorsitzender der „Gruppe Preußen“.
Zum Zeitpunkt seines 80. Geburtstags im Dezember 1954  lebte Schneider in Gemünd, einem Ortsteil der Stadt Schleiden in der Eifel.

Ernst Schneider starb am 11. April 1968 in seinem 94. Lebensjahr. In einem Nachruf schrieb Fritz Gause, der Vorsitzende der Stadtgemeinschaft Königsberg, im Ostpreußenblatt über ihn: 

„Als Oberbürgermeister Lohmeyer den damals in Posen tätigen Gartenarchitekten bald nach seinem Amtsantritt nach Königsberg berief, gab er einem großen Mann eine große Aufgabe, die gärtnerische Umgestaltung des ehemaligen Festungsgürtels um die Königsberger Innenstadt. Wie Schneider hier die alten Bastionen und Rondells, die Wasserflächen des Festungsgrabens und des Oberteichs, die mit alten Bäumen bestandenen Glacis und Friedhöfe zu herrlichen Landschaftsbildern formte, war das Werk eines genialen Menschen, der Natur und Kunst in sich und in seinem Werk vereinte. So hat er viel dazu beigetragen, daß unser Königsberg eine der schönsten und gesündesten Städte Deutschlands wurde.“

## Ehrungen
Bereits zu seinen Lebzeiten wurde die Dahlien-Sorte ‘Gartendirektor Schneider’ nach ihm benannt, die 1930 von Obergarteninspektor Vinzenz Berger gezüchtet worden war und von Victor Teschendorff vertrieben wurde. Die Sorte wird als Kaktusdahlie, weinrot mit dünnen weißen Streifen beschrieben.

## Schriften (Auswahl)
- Das pr. Gesetz betr. Erhaltung des Baumbestandes in der Umgebung von Großstädten pp. seine Vorzüge und Mängel. In: Die Gartenkunst. Nr. 36, 1924, S. 61–64, doi:10.11588/diglit.58970.28.
- Richtlinien für die Ausgestaltung der öffentlichen Grünflächen in Königsberg (Preussen). In: Die Gartenkunst. Nr. 7, 1934, S. 105–110 (Digitalisat [PDF]).